# 庫克冰川 (凱爾蓋朗群島)

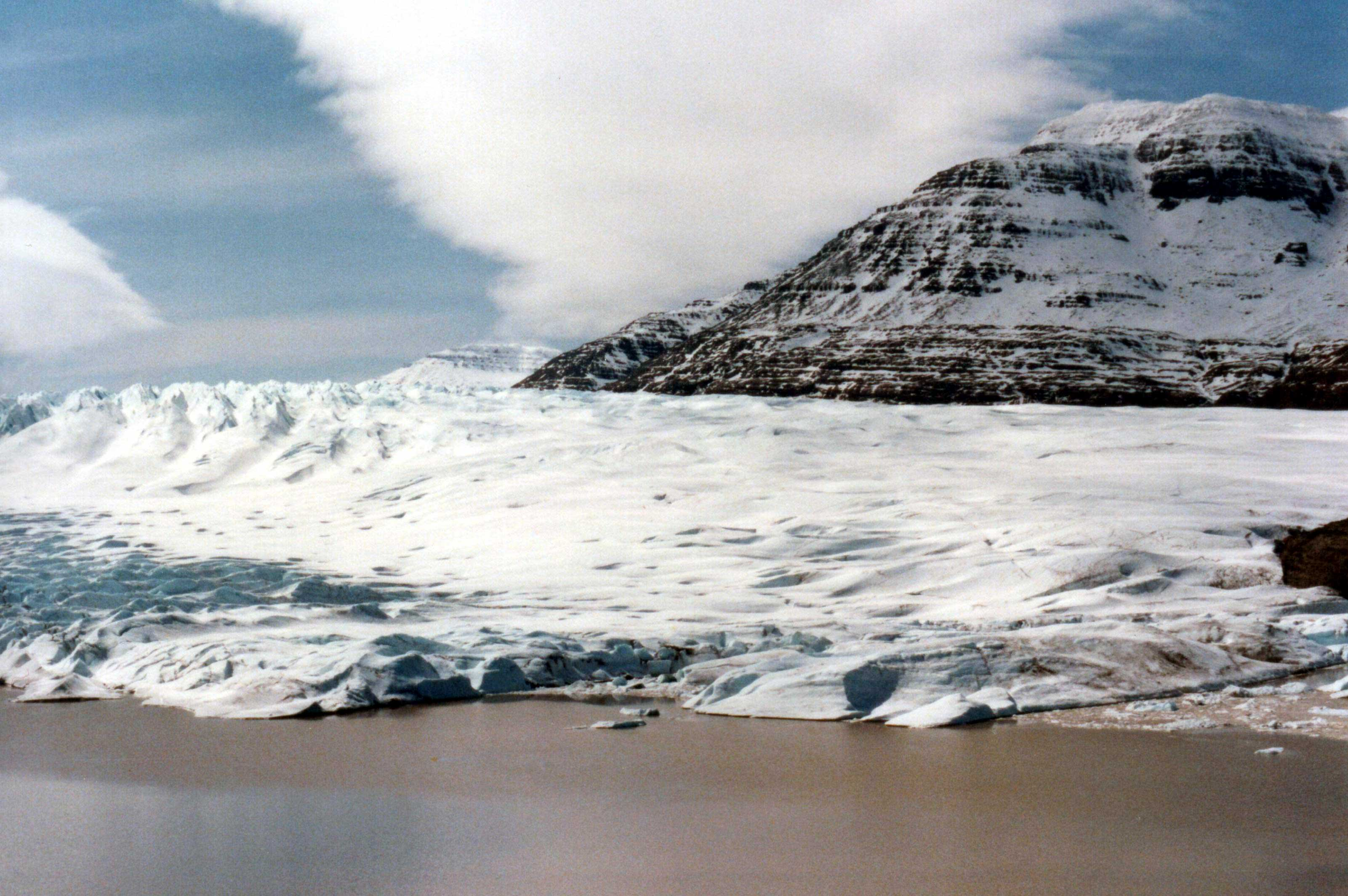

庫克冰川（法語：Glacier Cook），是南極洲的冰川，位於印度洋南部，處於凱爾蓋朗群島，最終注入聖安德魯斯灣，面積約500平方公里，由法屬南部領地管轄。
49°18′50″S 69°02′29″E / 49.31389°S 69.04139°E